# Acalypha rhombifolia
Acalypha rhombifolia é uma espécie de flor do gênero Acalypha, pertencente à família Euphorbiaceae.